# Sicyopus discordipinnis
Sicyopus discordipinnis es una especie de pez de la familia de los Gobiidae en el orden de los Perciformes.

## Morfología
Los machos pueden llegar a alcanzar los 3 cm de longitud total y las hembras 3.43.

## Hábitat
Es un pez de Agua dulce, de clima tropical y bentopelágico.

## Distribución geográfica
Se encuentra en Oceanía: Papúa Nueva Guinea.

## Observaciones
Es inofensivo para los humanos.